# Farida Fahmi
Farida Fahmi (àrab: فريدة فهمي, Farīda Fahmī) (el Caire, Egipte, 1940) és una actriu de teatre i cinema i ballarina de dansa del ventre egípcia que va ser extremadament popular, sobretot als anys 1960 i 1970, i que té la importància d'haver revolucionat l'estil i imatge d'aquesta dansa, sabent fer-la tornar als seus orígens populars (en un moment en què estava de moda l'estil star system hollywoodià), sense treure-li el sentit de l'espectacle. Ha aconseguit elevar aquest tipus de dansa a la categoria d'art. És considerada una superestrella de la dansa del ventre. Va deixar de ballar el 1983.
Va néixer a Egipte als anys 40. Es va formar en dansa clàssica i dansa del ventre. Als disset anys va debutar com a actriu de teatre musical amb Ya Leil Ya Ein a la companyia Reda. En aquesta companyia, que va fundar el 1959 amb el seu cunyat Mahmoud Reda i que portava amb familiars seus, ella va influir enormement amb el seu estil, hi va ser la coreògrafa i directora artística, a més de vedet o primera ballarina durant vint-i-cinc anys i ella mateixa li va canviar el nom de Companyia Reda pel de Companyia Reda de dansa tradicional d'Egipte. Ha actuat a més de seixanta països amb la seva companyia, que va començar amb dotze ballarins i avui en compta amb més de cent cinquanta, i que ha format a noves estrelles de la dansa del ventre, com per exemple Raqia Hassan o Nawal Benabdellah.
Fahmi va canviar la imatge de la jove ballarina dolça per la de dona moderna, pertanyent a la societat d'un Egipte ja postcolonialista. Va fer una gran tasca de recerca buscant i recuperant danses i vestits típics als pobles, en els quals s'inspirava per a crear noves coreografies i enriquir el vocabulari de la dansa del ventre. En 2009 ha escrit Ballar és la meva vida.